# Mod perl
mod_perl — додатковий модуль для вебсервера Apache, що інтегрує інтерпретатор мови програмування Perl.
Однією з переваг використання mod_perl є значне (іноді у 200 разів) збільшення пропускної здатності вебсервісів написаних з використанням mod_perl.
Це зумовлено тим, що вебсерверу не треба для кожного запиту запускати інтерпретатор Perl, код компілюється одноразово при старті вебсервера.
Також mod_perl забезпечує повний доступ до API вебсервера, що дозволяє програмісту мати доступ до кожного етапу обробки запиту вебсервером.
Слід зазначити, що mod_perl надає можливість розробки динамічних конфігураційних файлів вебсервера Apache написаних на Perl, що є досить унікальною особливістю.

## Приклад використання
Приклад динамічног конфігураційного файлу вебсервера Apache
```
<Perl>

my
 
$host
 
=
 
'example.net';

push
 
@{$VirtualHost{'*:8080'}},
 
{

    
ServerName
                      
=>
 
$host,

    
DocumentRoot
                    
=>
 
'/var/www/'.$host,

    
PerlSwitches
                    
=>
 
'-Mlib=/var/www/'.$host.'/lib',

    
PerlOptions
                     
=>
 
'+Parent
 
-ParseHeaders',

    
Location
 
=>
 
{

        
'/'
 
=>
 
{

            
SetHandler
              
=>
 
'perl-script',

            
SetInputFilter
          
=>
 
'apreq2',

            
PerlResponseHandler
     
=>
 
'Index'

        
}

    
}

};

</Perl>

```

Приклад обробки запиту для вище зазначеного конфігураційного файлу
```
package
 
Index
;

use
 
Apache2::Const
 
qw/OK/
;

sub
 
handler
 
{

    
my
 
$r
 
=
 
shift
;

    
$r
->
content_type
(
'text/html'
);

    
print
 
'Hello world'
;

    
return
 
OK
;

}

1
;

```